# 9e Legerkorps (Verenigd Koninkrijk)
Het Britse 9e Legerkorps (IX Corps) was een legerkorps dat tijdens de Eerste en Tweede Wereldoorlog opereerde.

## Eerste Wereldoorlog
Het 9e Legerkorps werd oorspronkelijk in 1915 in Engeland geformeerd om daarna deel te nemen aan de Slag om Gallipoli. Het bevel over het korps werd gegeven aan luitenant-generaal Sir Frederick Stopford. Zijn omgang met het korps tijdens de Slag om Sari Bair in augustus 1915 zorgde ervoor dat hij vervangen werd door luitenant-generaal Julian Byng.
Tijdens de Slag om Gallipoli bestond het korps uit de volgende formaties:
- 10e (Ierse) Divisie
- 11e (Noordelijke) Divisie
- 53e (Welshe) Divisie
- 54e (East Anglian) Divisie
- 2e Bergdivisie
- 29e Divisie - (weggehaald bij 9e Legerkorps bij Helles)
- Royal Australian Navy Bridging Train

Na de evacuatie van het korps bij Gallipoli werd het korps in 1916 overgeplaatst naar Frankrijk waar het onder bevel kwam te staan van luitenant-generaal Alexander Hamilton-Gordon. Hij bleef tot 1918 het bevel over het korps voeren.

## Tweede Wereldoorlog
Het legerkorps vocht als onderdeel van de Britse Eerste Leger mee tijdens de Tweede Wereldoorlog in Algerije en Tunesië. Het werd na het beëindigen van de vijandelijkheden van de Tunesische campagne ontbonden.

## Commandanten
De commandanten van het 9e Legerkorps tijdens de Tweede Wereldoorlog waren:
- 7 juni 1941 - 17 november 1941 luitenant-generaal Ridley Pakenham-Walsh
- 18 november 1941 - 31 januari 1942 luitenant-generaal Edwin Morris
- 16 maart 1942 - 29 mei 1943 luitenant-generaal John Crocker
- 29 mei 1943 - 3 juni 1943 luitenant-generaal Brian Horrocks